# Commission centrale à la gestion globale de la sécurité publique
La Commission centrale à la gestion globale de la sécurité publique (中央社会管理综合治理委员会 en chinois ; Zhōngyāng Shèhuì Guǎnlǐ Zōnghé Zhìlǐ Wěiyuánhuì en pinyin) était un organe du Comité central du Parti communiste chinois chargé de conseiller le Parti et le Conseil des affaires de l'État de la république populaire de Chine dans les questions d'application de la loi et de gestion sociale. Son président était généralement membre du Politburo et secrétaire de la Commission centrale des affaires politiques et juridiques. Elle a été dissoute en 2018 et ses fonctions ont été transmises à la Commission centrale aux affaires politiques et juridiques. 

## Fonctions
Ses fonctions vont de la conception des principales politiques de gestion sociale à la coordination des travaux menés aux échelles nationales et locales dans ce domaine, en passant par l'envoi sur le terrain de cadres du Parti pour guider ou contrôler le travail local. 

## Évolution
Elle était connue sous le nom de Commission centrale à la gestion globale de la sécurité publique (中央社会治安综合治理委员会) avant sa réorganisation en septembre 2011 sous le contrôle de Zhou Yongkang, lorsqu'elle est devenue la Commission centrale de gestion sociale globale (中央社会管理综合治理委员会) et a vu ses compétences s'élargir. Le chef de la commission, Zhou, était également membre du Comité permanent du Politburo. Cependant, en octobre 2014, la commission a repris son nom de Commission centrale à la gestion globale de la sécurité publique et l'extension de ses pouvoirs a été annulée. Zhou Yongkang, sous le coup d'accusations de corruption, est tombé en disgrâce et de nombreuses institutions qui ont vu le jour sous son autorité ont été supprimées après la réorganisation menée par Xi Jinping. Meng Jianzhu a assumé les fonctions de président en 2012 en tant que secrétaire de la Commission centrale aux affaires politiques et juridiques et membre du Politburo ; Meng n'était pas membre du Comité permanent du Politburo. 
Dans le cadre du plan de réforme approfondie des institutions du Parti et l'État, la Commission centrale à la gestion globale de la sécurité publique a été supprimée et ses fonctions ont été transférées à la Commission centrale aux affaires politiques et juridiques en mars 2018. 

## Liste des présidents
1. Qiao Shi (1991–1993)
2. Ren Jianxin (1993–1998)
3. Luo Gan (1998–2007)
4. Zhou Yongkang (2007–2012)
5. Meng Jianzhu (2012–2017)